# Église Saint-Sauveur-et-Saint-Sixte de Crestet
L'église Saint-Sauveur-et-Saint-Sixte de Crestet est une église bâtie au IXe siècle.

## Historique
La construction de cette église débute en 890. Trois chapelles latérales sont successivement ajoutées, en 1380, 1495 et 1563. Ce n'est qu'en 1760 qu'elle prend le nom du Saint-Sauveur. 
L'église fait l’objet d’une inscription au titre des monuments historiques depuis le 13 septembre 1988.

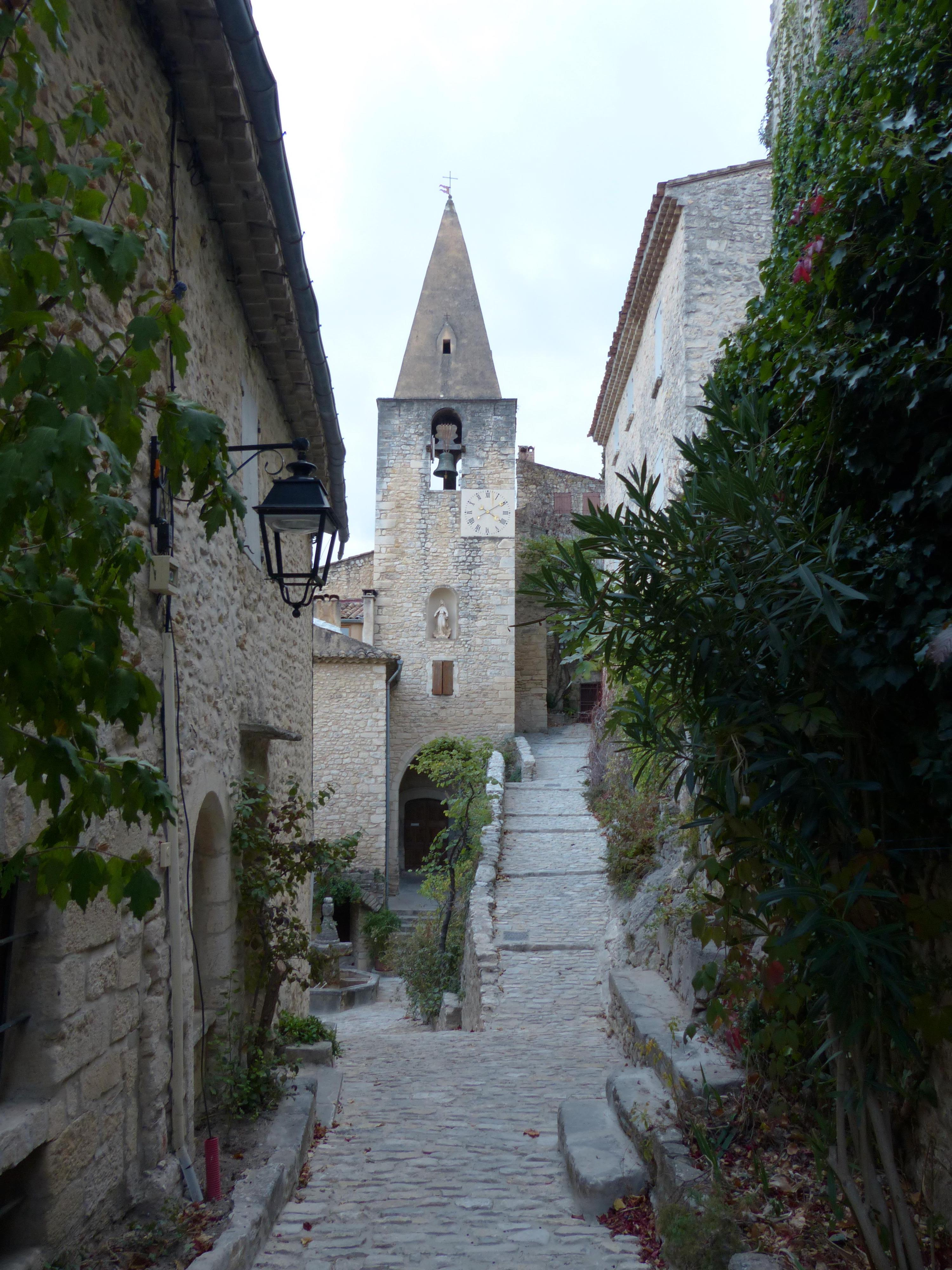
Clocher de l'église

## Construction
Le bâtiment initial, de style roman, est construit à partir de 890, et a donné lieu à plusieurs agrandissement de chapelles. Le mur nord est partiellement composé par le rocher de la falaise, sur laquelle est appuyé l'édifice. De forme rectangulaire, l'abside de l'église est plat, sans abside, ni absidiole. Le porche principal mesure 18 mètres de haut.